# Kirkpatrick Macmillan

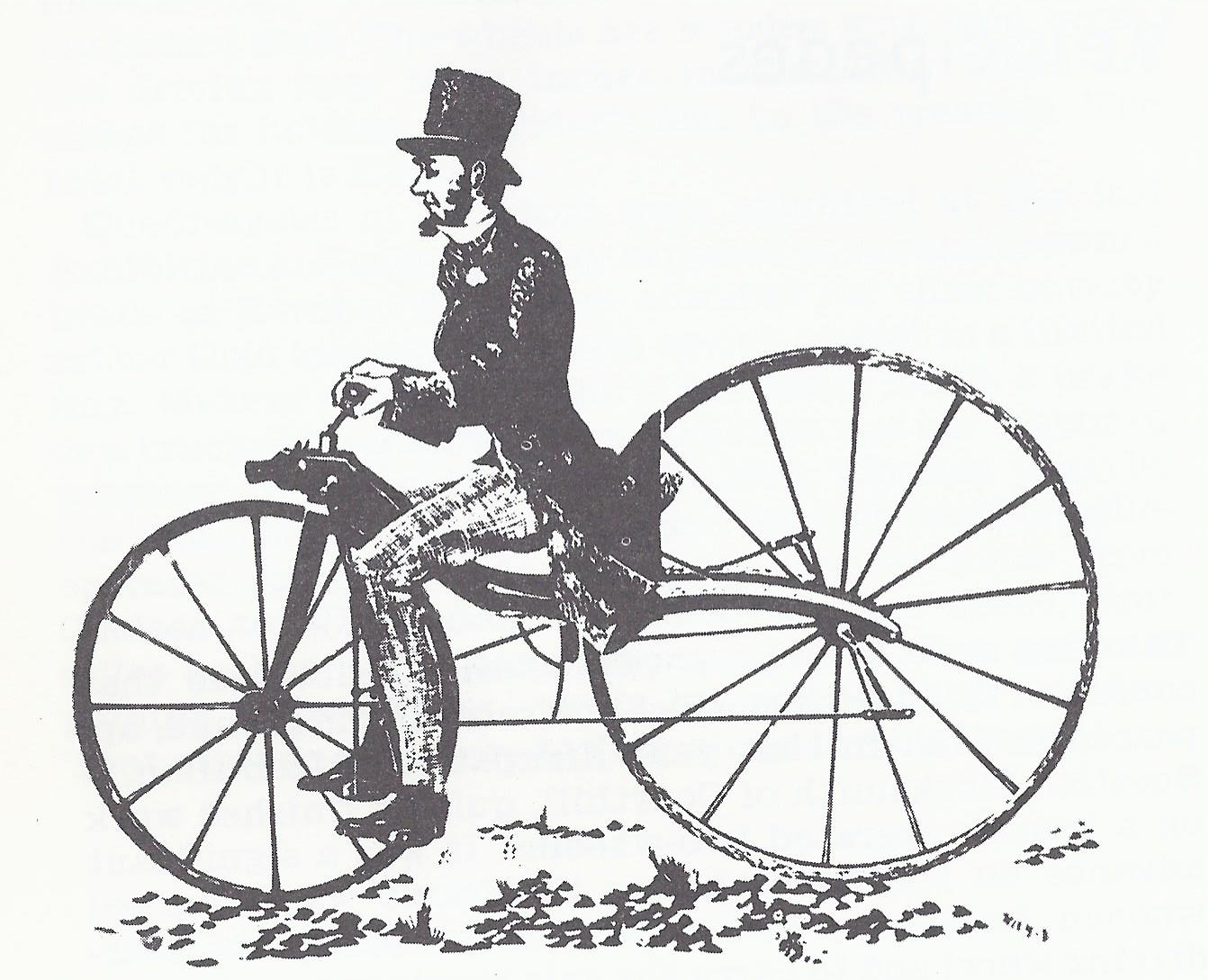
Kirkpatrick Macmillan (um 1839)

Kirkpatrick Macmillan (* 2. September 1812 in Keir, Dumfries and Galloway, Schottland; † 26. Januar 1878 ebenda) war ein schottischer Schmied, der als Erfinder des Hinterradantriebs beim Fahrrad gilt.
Die Entwicklung des Hinterradantriebs an einer Draisine mittels Schwinghebel wird auf 1839 bis 1842 datiert. Macmillan montierte Kurbeln an die Hinterachse, die über ein Gestänge mit am vorderen Rahmen befestigte Trethebeln verbunden waren. Mit einem Rahmen aus Holz, das Vorderrad mit 30 Zoll und das Hinterrad mit 40 Zoll-Rad, wurde das Gewicht mit 26 kg angegeben. Macmillan fuhr damit jahrelang die Strecke von vierzehn Meilen zwischen Courthill und Dumfries. Die Zeitung Glasgow Argus berichtet am 9. Juni 1842 von einem Zwischenfall, bei dem Macmillan auf dieser Strecke ein Kind anfuhr und von der Polizei von Gorbal zu einer Strafe von fünf Schilling verurteilt wurde. Obwohl der Antrieb anscheinend funktionierte, hatte Macmillan offensichtlich nicht die Absicht dies zu vermarkten. Es kam zu Nachbauten, u. a. durch Gavin Dalzell (1846) und Thomas McCall (1860), dessen Modelle mit Macmillans Rad verwechselt wurde; über Schottlands Grenzen hinaus blieb der Antrieb unbekannt.